# Eretes
Eretes is een geslacht van kevers uit de familie  waterroofkevers (Dytiscidae).
Het geslacht is voor het eerst wetenschappelijk beschreven in 1833 door Laporte.

## Soorten
Het geslacht omvat de volgende soorten:
- Eretes antiquus (Oustalet, 1870)
- Eretes australis (Erichson, 1842)
- Eretes explicitus K.B.Miller, 2002
- Eretes griseus (Fabricius, 1781)
- Eretes sticticus (Linnaeus, 1767)